# Rogier Hofman
Rogier Hofman (Vught, 5 de setembro de 1986) é um jogador de hóquei sobre a grama neerlandês que já atuou pela seleção de seu país.

## Olimpíadas de 2012
Rogier conquistou uma medalha de prata nas Olimpíadas de Londres de 2012. A seleção dos Países Baixos terminou a fase inicial do torneio olímpico em primeiro lugar do seu grupo. Na semifinal os neerlandeses golearam a equipe da casa, a Grã-Bretanha, por 9 a 2. Mas, na disputa pelo ouro, Rogier e seus companheiros de time foram derrotados pela Alemanha por 2 a 1, ficando assim com a prata.